# Número de Rayleigh
Em mecânica dos fluidos, o número de Rayleigh para um fluido é um número adimensional associado com os fluxos conduzidos por empuxo (também conhecidos como convecção livre ou convecção natural). Quando o número de Rayleigh é mais baixo que o valor crítico para aquele fluido, a transferência de calor é primariamente na forma de condução; quando excede o valor crítico, a transferência de calor é primariamente na forma de convecção.
O número de Rayleigh, nome dado em homenagem ao matemático e físico inglês John William Strutt, o Lord Rayleigh, é definido como o produto do número de Grashof, que descreve a relação entre flutuabilidade e viscosidade dentro de um fluido, e o número de Prandtl, que descreve a relação entre a difusividade dinâmica e a difusividade térmica. Assim, o número de Rayleigh também pode ser visto como a razão de forças de flutuabilidade e viscosidade multiplicadas pela razão das difusividades térmica e dinâmica.
Para a convecção livre próximo a uma parede vertical, este número é
{\displaystyle \mathrm {Ra} _{x}=\mathrm {Gr} _{x}\mathrm {Pr} ={\frac {g\beta }{\nu \alpha }}(T_{s}-T_{\infty })x^{3}}
onde
- x = comprimento característico (neste caso, a distância da bordas)
- Rax = número de Rayleigh na posição x
- Grx = número de Grashof na posição x
- Pr = número de Prandtl
- g = aceleração devida à gravidade
- Ts = temperatura da superfície (temperatura da parede)
- T∞ = temperatura quiescente (temperatura do fluido distante da superfície do objeto)
- ν = Viscosidade cinemática
- α = Difusividade térmica
- β = Coeficiente de expansão térmica

No acima, as propriedades do fluido Pr, ν, α e β são valoradas na temperatura de película, a qual é definida como
{\displaystyle T_{f}={\frac {T_{s}+T_{\infty }}{2}}}

## Aplicações
Para a maioria dos propósitos em engenharia, o número de Rayleigh é grande, algo em torno de 106 e 108. Em geofísica o número de Rayleigh é de fundamental importância: indica a presença de força de convecção em um fluido tal como o manto da Terra. O manto é um sólido que comporta-se como um fluido sobre escalas de tempo geológico. O número de Rayleigh para o manto da Terra, devido a apenas seu aquecimento interno, RaH é dado por
{\displaystyle Ra_{H}={\frac {g\rho _{0}^{2}\beta HD^{5}}{\nu \alpha k}}}
onde H é a taxa de produção de calor radiogênico, k é a condutividade térmica, e D é a profundidade do manto.
Um número de Rayleigh para o aquecimento inferior do manto pelo núcleo, RaT pode também ser definido:
{\displaystyle Ra_{T}={\frac {\rho _{0}g\beta \Delta T_{sa}D^{3}c}{\nu k}}} 
Onde ΔTsa é a diferença de temperatura superadiabática entre a temperatura de referência do manto e a fronteira manto-núcleo e c é a capacidade térmica específica, a qual é uma função tanto da pressão quanto da temperatura.
Altos valores para o manto da Terra indica que convecção no interior da Terra é vigorosa e variante no tempo, e esta convecção é responsável por quase todo o calor transportado do interior profundo para a superfície.